# Tom Fährmann
Tom Fährmann (* 24. Mai 1956 in Duisburg, eigentlich Thomas Fährmann) ist ein deutscher Kameramann, Fotograf und Drehbuchautor.

## Leben
Tom Fährmann ist der Sohn des Jugendbuchautors Willi Fährmann und wuchs in Xanten am Niederrhein auf. Nach dem Abitur am Stiftsgymnasium Xanten studierte er von 1975 bis 1981 Kunstpädagogik an der Westfälischen Wilhelms-Universität in Münster und im Anschluss von 1982 bis 1985 an der Hochschule für Fernsehen und Film in München. Neben seiner Tätigkeit als Kameramann für Kino- und TV-Filme war Fährmann unter anderem an der Entwicklung von Werbefilmen für C&A, Joop und Jil Sander beteiligt. 1997 veröffentlichte er den Bildband „Beyond the Image“.
Seit Dezember 2015 ist er Professor an der Hochschule für Fernsehen und Film München in der Abteilung Kamera.

## Filmografie (Auswahl)
- 1985: Schwarz und ohne Zucker (Kamera)
- 1987: Zoe (Drehbuch und Regie)
- 1995: Der Sandmann (Kamera)
- 1996: Es geschah am hellichten Tag (Kamera)
- 1996: Das Superweib (Kamera)
- 1998: Der Campus (Darsteller, Kamera)
- 1999: St. Pauli Nacht (Kamera)
- 2000: Der Himmel kann warten (Kamera)
- 2001: Wambo (Kamera)
- 2003: Das Wunder von Bern (Kamera und Entwicklung von optischen Spezialeffekten)
- 2005: Das Gespenst von Canterville (Drehbuch)
- 2007: Ulzhan – Das vergessene Licht (Kamera)
- 2009: Die Päpstin (Kamera)
- 2011: Am Ende eines viel zu kurzen Tages (Death of a Superhero, Kamera)
- 2013: Die Frau, die sich traut
- 2015: Frau Müller muss weg!
- 2018: Zwei Herren im Anzug

## Auszeichnungen und Nominierungen
- 1987: Goldenes Einhorn der Alpinale Bludenz (für Schwarz und ohne Zucker)
- 1996: Nominierung Deutscher Kamerapreis (für Der Sandmann)
- 1997: Bayerischer Filmpreis Kamera (für Der Campus)
- 2003: Nominierung Europäischer Filmpreis Kamera (für Das Wunder von Bern)
- 2008: Deutscher Kamerapreis für Ulzhan – Das vergessene Licht
- 2022: Ehrenpreis des Deutschen Kamerapreises

Außerdem gehörte Fährmann zum Filmstab der 1996 beziehungsweise 2002 mit dem Adolf-Grimme-Preis ausgezeichneten Filme Der Sandmann und Wambo.